# Take Me on the Floor
«Take Me on the Floor» es una canción de género electropop-dance del dúo australiano The Veronicas de su segundo álbum de estudo Hook Me Up. Fue lanzado en las estaciones de radio como su segundo sencillo en los Estados Unidos el 24 de marzo del 2009. La canción fue usada como promocional para los comerciales del programa Dancin with the stars Australia 2008.

## Lista de canciones
iTunes single
1. "Take Me on the Floor" (Toby Gad, Jessica Origliasso, Lisa Origliasso) — 3:30

## Posicionamiento
| Listas (2008/2009)            | Posiciones |
| ----------------------------- | ---------- |
| Australian ARIA Singles Chart | 7          |
| Canadian Hot 100              | 54         |
| New Zealand RIANZ Chart       | 29         |
| U.S. Billboard Hot 100        | 81         |
| U.S. Billboard Pop 100        | 62         |

### Listas de fin de año
| País      | Listas                   | Posición |
| --------- | ------------------------ | -------- |
| Australia | ARIA End of Year Singles | #53      |

### Certificación
| País      | Certificación | Ventas  |
| --------- | ------------- | ------- |
| Australia | Oro           | 35 000+ |